# Truyère
Die Truyère (okzitanisch Truèire) ist ein Fluss in Frankreich der in den Regionen Okzitanien und Auvergne-Rhône-Alpes verläuft. Sie entspringt im Zentralmassiv, in der Landschaft Margeride, im Gemeindegebiet von La Villedieu, im Waldgebiet Forêt-de-la-Croix-de-Bor. Die Truyère entwässert anfangs nach Nordosten, wechselt später aber nach Südwesten, verläuft an der Grenze zum Regionalen Naturpark Aubrac und mündet nach rund 167 Kilometern am Ortsrand von Entraygues-sur-Truyère als rechter Nebenfluss in den Lot. Im Unterlauf hat der Fluss viele tief eingeschnittene Schluchten gebildet, die durch sechs Staustufen für die Stromerzeugung genutzt werden. Auf ihrem Lauf durchquert die Truyère die Départements Lozère, Cantal und Aveyron.

## Orte am Fluss
(Reihenfolge in Fließrichtung)
- La Villedieu
- Serverette
- Prunières
- Le Malzieu-Ville
- Saint-Léger-du-Malzieu
- Chaliers
- Saint-Hippolyte
- Entraygues-sur-Truyère

## Nebenflüsse
(Reihenfolge in Fließrichtung)
| Linke Nebenflüsse: - Triboulin - Rimeize - Arcomie - Bès - Remontalou - Lévandès - Lebot - Argence Vive - Selves | Rechte Nebenflüsse: - Mézère - Limagnole - Ander – auch Lander genannt - Alleuze - Épie - Brezons - Bromme - Goul |

## Sehenswürdigkeiten
Das Garabit-Viadukt von Gustave Eiffel, auch Truyèrebrücke genannt, über die Truyère nahe Saint-Flour war gegen Ende des 19. Jahrhunderts die höchste Eisenbahnbrücke der Welt. Sie war Teil der damals wichtigen Bahnverbindung von Paris über Clermont-Ferrand und Millau nach Béziers.
Vom Rastplatz der Nordsüd-Autobahn A 75 „La Meridienne“, ca. 600 m ostwärts des Viadukts, bietet sich ein Blick auf das gesamte Viadukt, das nun den später angelegten Stausee Lac du Barrage de Grandval überspannt.